# Janusz Jamontt
Janusz Kazimierz Jamontt herbu Pobóg (ur. 1875, zm. 29 kwietnia 1951 w Łodzi) – polski prawnik-karnista, sędzia Sądu Najwyższego.

## Życiorys
Urodził się w 1875 na Wołyniu. Był synem Władysława Jamonta h. Pobóg i Anny Ursyn-Pruszyńskiej h. Rawicz (1854–1939). Pojął za żonę Różę z domu de La Tour (1879–1968), z którą mieli: Władysława i Helenę.
W 1900 ukończył studia prawnicze na Uniwersytecie Moskiewskim, od 1906 pracował jako adwokat, od 1918 w sądownictwie polskim. Przez Radę Regencyjną został mianowany sędzią sądu okręgowego w Kielcach. W 1921 został sędzią Sądu Najwyższego, od 1924 wykładał prawo karne na Wolnej Wszechnicy Polskiej, od 1931 był członkiem Komisji Kodyfikacyjnej. W lipcu 1932 był współzałożycielem (z Emilem Stanisławem Rappaportem i Adamem Ettingerem) i został kierownikiem Instytutu Kryminologicznego Wolnej Wszechnicy Polskiej w Warszawie.
Był autorem szeregu prac z zakresu prawa karnego i dotyczących funkcjonowania sądownictwa, jak również o charakterze popularyzatorskim. Jego rozważania na temat niezawisłości sędziowskiej są aktualne do dziś. 
Był aktywny w konspiracyjnych pracach Polskiego Wydawnictwa Prawniczego.
Po II wojnie światowej prowadził na Uniwersytecie Łódzkim wykłady zlecone z prawa karnego.
Zmarł 29 kwietnia 1951 w Łodzi. Pochowany na cmentarzu rzymskokatolickim pw. św. Wincentego a Paulo (Doły).

## Ordery i odznaczenia
- Krzyż Komandorski Orderu Odrodzenia Polski (9 listopada 1926)[13][4]
- Złoty Krzyż Zasługi (9 listopada 1932)[14]

## Wybrane prace
- O potrzebie manifestowania przekonań religijnych przez inteligencyę: odczyt wygłoszony w Warszawie w d. 17 lutego i 9 marca r.b. oraz w Płocku w d. 18 kwietnia r.b., Warszawa 1910
- Lew Tołstoj: odczyt, Warszawa 1914
- W obronie władzy sądowej, Warszawa 1924
- Zagadnienia kryminologiczne w mitologji greckiej, Warszawa 1924
- Projekt sądów bez nadzoru i stażu, Warszawa 1927
- Historja i krytyka rozporządzenia o ustroju sądów powszechnych (Dz. U. z 1928 nr 12, poz. 93), Warszawa 1928
- Podstawowe zasady prawa karnego obowiązującego w b. zaborze rosyjskim. 1, Część ogólna, Warszawa 1929
- Sąd jednoosobowy czy kolegjalny?, Warszawa 1929
- O zmianie przepisów Konstytucji, dotyczących władzy sądowej, Warszawa 1930
- Kodeks karny r. 1932 z dostosowanemi do kodeksu tezami z orzeczeń Sądu Najwyższego, odpowiedniemi ustępami uzasadnienia projektu Komisji Kodyfikacyjnej oraz ze skorowidzem, oprac. i objaśnieniami opatrzyli J. Jamontt i E. St. Rappaport przy udz. R. Lemkina, Warszawa 1932
- Podstawowe zasady nowego prawa karnego obowiązującego w Polsce (kodeks karny r. 1932): konspekt wykładów: część ogólna, Warszawa 1932